# Elleanthus graminifolius
Elleanthus graminifolius là một loài thực vật có hoa trong họ Lan. Loài này được (Barb.Rodr.) Løjtnant mô tả khoa học đầu tiên năm 1977.